# Contrebande (guerre de Sécession)

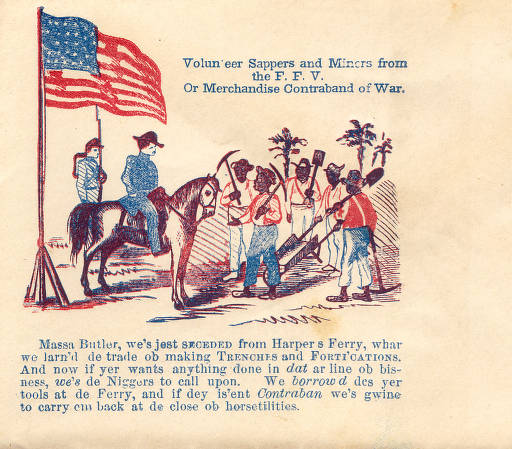
Enveloppe montrant des contrebandiers (esclaves) parlant avec le général Butler de l'Union.

La contrebande (en anglais : contraband), est un terme couramment utilisé dans l'armée américaine, durant la guerre de Sécession, pour décrire le nouveau statut de certains esclaves échappés ou ceux qui s'étaient affiliés aux forces de l'Union.
En août 1861, l'armée de l'Union et le Congrès décident que les États-Unis ne renverraient plus les esclaves évadés qui se rendaient sur les lignes de l'Union et les classent comme « contrebande de guerre ». Cela s'applique également à ceux qui s'emparent de biens ennemis.
Beaucoup sont utilisés comme ouvriers pour soutenir les efforts de l'Union et ils commencent rapidement à percevoir un salaire. Les anciens esclaves installent des camps près des forces de l'Union et l'armée les aide à soutenir et à éduquer les adultes et les enfants parmi les réfugiés. Des milliers d'hommes de ces camps s'enrôlent dans les troupes de couleur des États-Unis lorsque le recrutement commence, en 1863. À la fin de la guerre, plus de 100 camps de contrebande existent dans le Sud, dont la colonie de Freedmen de l'île Roanoke, où 3 500 anciens esclaves travaillent pour développer une communauté autosuffisante.

## Histoire

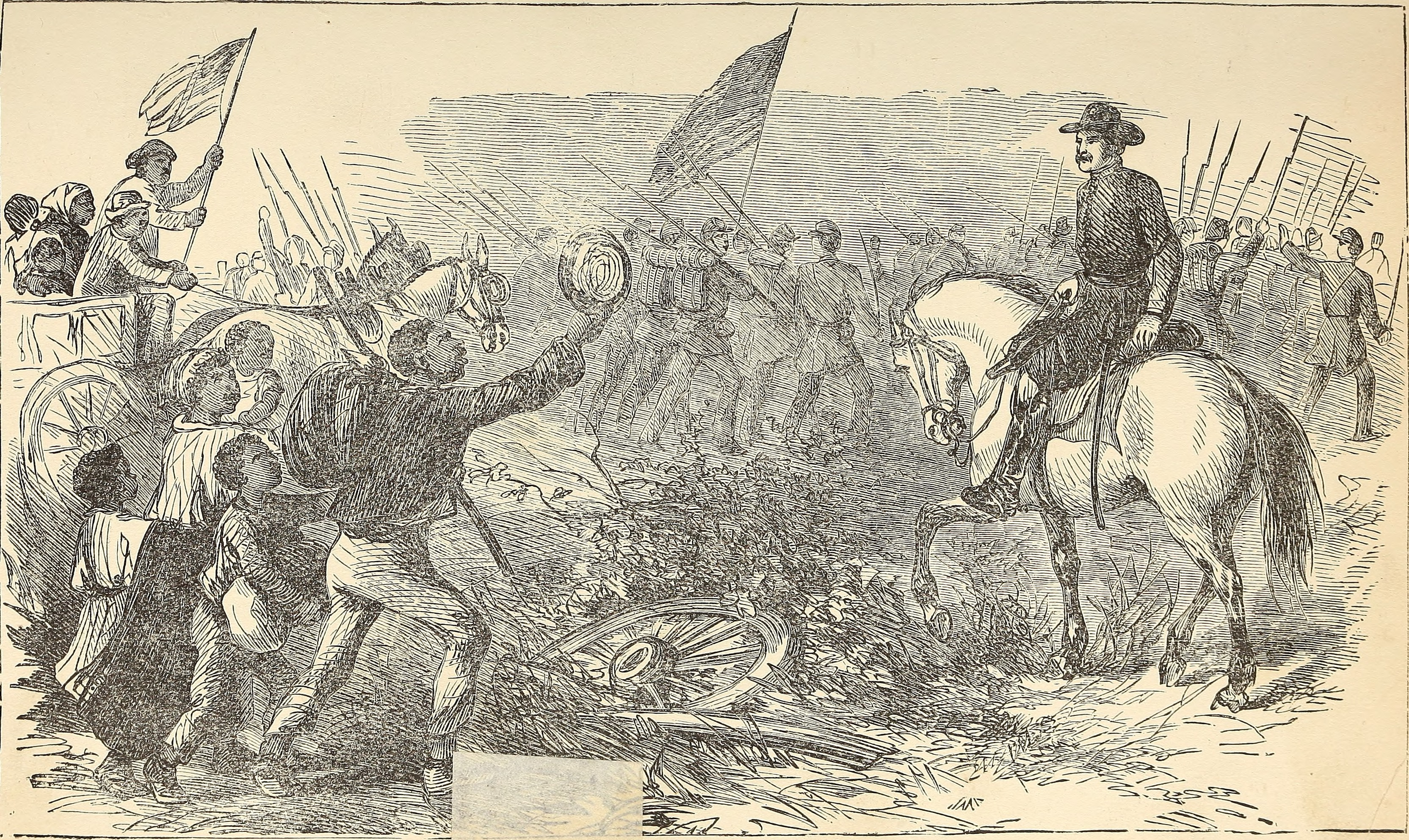
Esclaves évadés rencontrant les troupes de l'Union (1862).

Le statut des esclaves appartenant au Sud, après l'engagement des États confédérés dans la guerre de Sécession, devient un problème dès l'ouverture des hostilités, début 1861. À Fort Monroe, dans les Hampton Roads de Virginie, le major général Benjamin Butler apprend que trois esclaves ont traversé le port de Hampton Roads, en provenance du comté de Norfolk (en), occupé par les Confédérés, et qu'ils se sont présentés au Fort Monroe, tenu par l'armée de l'Union. Le général Butler refuse de rendre les esclaves évadés aux esclavagistes qui soutiennent la Confédération. Cela revient à les classer comme contrebande, bien que la première utilisation de cette terminologie, dans les dossiers militaires, semble avoir été le fait d'un autre officier.
Les trois esclaves, Frank Baker, James Townsend et Sheppard Mallory, ont été loués par leurs maîtres à l'armée des États confédérés pour aider à la construction de batteries de défense à Sewell's Point (en), de l'autre côté de l'embouchure de Hampton Roads, face au fort Monroe. Ils s'échappent de nuit et rament sur un skiff jusqu'à Old Point Comfort, où ils demandent l'asile à Fort Monroe.
Avant la guerre, les propriétaires des esclaves auraient été légalement autorisés à demander leur retour (en tant que propriété) et l'auraient probablement fait en vertu de la loi fédérale de 1850 sur les esclaves fugitifs. Mais, la Virginie ayant déclaré par sécession qu'elle ne faisait plus partie des États-Unis, le général Butler, qui a fait des études de droit, a estimé dès lors qu'il n'était pas tenu de renvoyer les trois hommes. Il les tiendrait pour de la contrebande de guerre. Lorsque le major confédéré John B. Cary demande leur retour, Butler refuse la demande. Parce que cette pratique reconnaît effectivement les États sécessionnistes comme des entités étrangères, le président Abraham Lincoln la désapprouve.
Le général Butler ne verse pas de salaires aux esclaves évadés pour le travail qu'ils ont commencé à entreprendre et il continue à les appeler esclaves. Le 25 septembre 1861, le secrétaire à la Marine Gideon Welles émet une directive visant à donner aux « personnes de couleur, communément appelées contrebandiers », en emploi dans la marine de l'Union, une solde de 10 dollars par mois et une ration d'une journée complète. Trois semaines plus tard, l'armée de l'Union fait de même, payant les « contrebandiers » masculins, au Fort Monroe, 8 dollars par mois et les femmes 4 dollars.
En août, le Congrès américain adopte la loi de confiscation de 1861, qui déclare que tout bien utilisé par l'armée confédérée, y compris les esclaves, peut être confisqué par les forces de l'Union. En mars suivant, sa loi interdit le retour des esclaves (en) aux maîtres confédérés ou à l'armée.

## LeGrand Contraband Camp

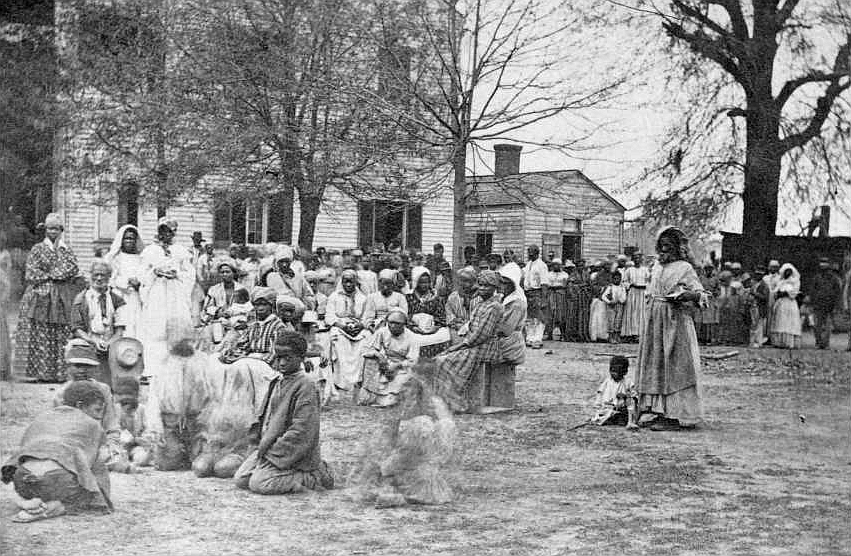
Camp de contrebande, anciennement utilisé comme séminaire pour femmes (vers 1863).

La nouvelle se répand rapidement parmi les communautés d'esclaves du sud-est de la Virginie. Si devenir un contrebandier ne signifie pas une liberté totale, de nombreux esclaves considèrent que c'est un pas dans cette direction. Le lendemain de la décision de Butler, beaucoup d'autres esclaves échappés prennent le chemin de Fort Monroe dans l’espoir de devenir des contrebandiers. Comme le nombre d'anciens esclaves devient trop important pour être logés à l'intérieur du Fort, les contrebandiers érigent des logements à l'extérieur de la base surpeuplée sur les ruines brûlées de la ville de Hampton. Ils baptisent leur nouvelle colonie Grand Contraband Camp (en), qu'ils surnomment Slabtown.
À la fin de la guerre, en avril 1865, moins de quatre ans plus tard, environ 10 000 esclaves évadés ont demandé à obtenir le statut de contrebande, dont beaucoup vivent à proximité. Dans le Sud, les forces de l'Union gèrent plus de 100 camps de contrebande, bien qu'ils ne soient pas tous aussi grands.
À partir d'un camp de l'île de Roanoke installé dès 1862, Horace James développe la colonie des hommes libres de l'île Roanoke. Nommé par l'armée de l'Union, James est un aumônier de la congrégation qui, avec les affranchis, essaie de créer une colonie autonome sur l'île.

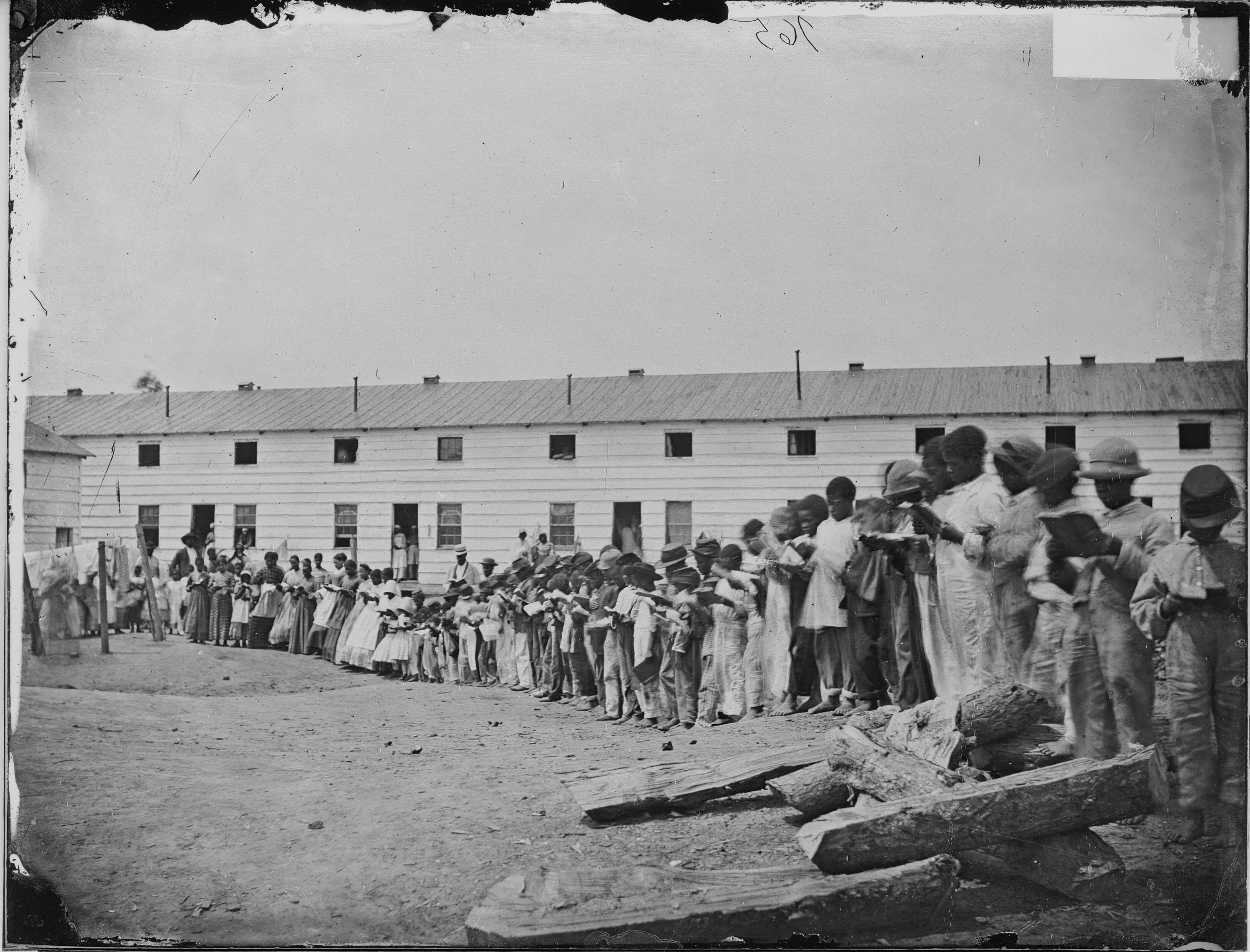
Une école de contrebande (entre environ 1860 et 1865).

Près de Fort Monroe, mais en dehors de ses murs protecteurs, la pionnière Mary S. Peake commence à enseigner la lecture et l'écriture aux contrebandiers adultes et enfants. Elle est la première enseignante noire, embauchée par l'American Missionary Association, qui a également envoyé de nombreux enseignants blancs, du Nord dans le Sud, pour enseigner. Cette zone du comté d'Elizabeth City est ensuite intégrée au campus de l'université de Hampton, une université traditionnellement noire. Défiant une loi de Virginie, contre l'éducation des esclaves, Peake et d'autres enseignants donnent des cours en plein air, sous un certain grand chêne. En 1863, la proclamation d'émancipation, du président Abraham Lincoln, y est lue aux contrebandiers et aux noirs libres, ce qui vaut à l'arbre le nom de chêne de l'émancipation. Pour la plupart des contrebandiers, l'émancipation complète n'a pas lieu avant la ratification du treizième amendement de la Constitution des États-Unis abolissant l'esclavage, à la fin de 1865. 

## Terme de contrebande utilisé pour la première fois

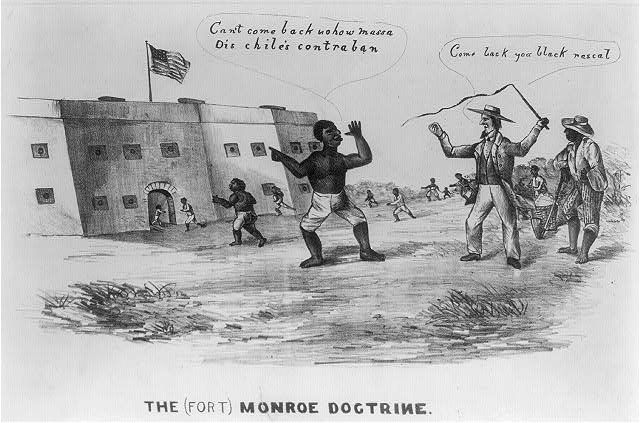
Une caricature contemporaine montrant des esclaves s'enfuyant vers le fort Monroe, après le décret du général Butler, selon lequel tous les esclaves, derrière les lignes de l'Union, seraient protégés. Cette politique est appelée la doctrine du fort Monroe, faisant allusion au quartier général de Butler au fort.

Les déclarations écrites du général Butler et ses communications avec le ministère de la Guerre, demandant des conseils sur la question des esclaves fugitifs, n'utilisent pas le terme de contrebande.
Jusqu'au 9 août 1861, il utilise le terme d'esclaves pour les fugitifs qui étaient venus au fort Monroe.
Le 10 août 1861, le capitaine par intérim, William Budd de la canonnière USS Resolute (en)  utilise, pour la première fois, ce terme dans un dossier militaire officiel des États-Unis.Dès 1812, le terme de contrebande est utilisé dans le langage général pour désigner les marchandises de contrebande, comprenant les esclaves.

## Expansion
Des camps de contrebande se sont développés autour de nombreux forts et campements tenus par l'Union. En 1863, après la Proclamation d'émancipation et l'autorisation des unités militaires noires, des milliers d'anciens esclaves et de Noirs libres ont commencé à s'enrôler dans les troupes de couleur des États-Unis. L'armée a permis à leurs familles de se réfugier dans des camps de contrebande. Les troupes noires ont finalement constitué près de 10 % de l'ensemble des troupes de l'armée de l'Union.
À la fin de la guerre, plus de 100 camps de contrebande avaient été créés dans le Sud. Beaucoup étaient assistés par des enseignants missionnaires, recrutés dans le Nord, par l'American Missionary Association et d'autres groupes qui, avec les Noirs libres et les affranchis, convenaient que l'éducation des anciens esclaves était la plus haute priorité. Les enseignants ont souvent écrit sur le désir d'éducation des anciens esclaves, adultes et enfants. 